# Майське (Туймазинський район)
Ма́йське (рос. Майское, башк. Майский) — присілок у складі Туймазинського району Башкортостану, Росія. Входить до складу Верхньотроїцької сільської ради.
Населення — 48 осіб (2010; 23 у 2002).
Національний склад:
- башкири — 39 %
- татари — 31 %